# Business English Certificate
Il BEC, acronimo di Business English Certificate (Certificazione di Inglese Commerciale), è un certificato di conoscenza specialistica della lingua inglese rilasciato dalla Cambridge Assessment English in caso di superamento dell'omonimo esame. È internazionalmente riconosciuto da aziende ed università, sia italiane che estere.
Vi sono tre esami BEC, in ordine di difficoltà crescente - B1 Business Preliminary (B1), B2 Business Vantage (B2) and C1 Business Higher (C1) - che valutano il livello di competenza nell'uso dell'inglese in un contesto commerciale. Gli esami BEC fanno riferimento al Quadro comune europeo di riferimento per la conoscenza delle lingue, come fissato dal Consiglio d'Europa ed alla Qualifications and Curriculum Authority's National Standards for Literacy del Regno Unito, nell'ambito del National Qualifications Framework (NQF).

## Struttura esami BEC

### B1 Business Preliminary
- Reading and Writing (1 ora 30 minuti);
- Listening (circa 40 minuti);
- Speaking (circa 12 minuti per ogni coppia di candidati).

### B2 Business Vantage
- Reading (1 ora);
- Writing (45 minuti);
- Listening (circa 40 minuti);
- Speaking (circa 14 minuti per ogni coppia di candidati).

### C1 Business Higher
- Reading (1 ora);
- Writing (1 ora e 10 minuti);
- Listening (circa 40 minuti);
- Speaking (circa 16 minuti per ogni coppia di candidati).